# 9. Kongresswahlbezirk von Arizona
Der 9. Kongresswahlbezirk von Arizona ist ein Wahlbezirk für die Wahl zum Repräsentantenhaus der Vereinigten Staaten, der nach dem United States Census 2010 geschaffen wurde, weil der US-Bundesstaat Arizona aufgrund der Steigerung bei den Einwohnerzahlen einen Sitz zu den bisherigen acht hinzugewann. Die erste Wahl, bei der der Sitz vergeben wurde, war die Wahl zum Repräsentantenhaus der Vereinigten Staaten 2012, und die erste Abgeordnete des Wahlbezirks, Kyrsten Sinema, nahm ihr Mandat mit dem Zusammentreten des 113. Kongresses im Januar 2013 auf. Nachdem sich Sinema 2018 erfolgreich für einen der beiden Senatsitze beworben hat, strebte Greg Stanton ihren Platz im Repräsentantenhaus an. Er konnte sich gegen den republikanischen Gegenkandidat bei der Wahl durchsetzten und nimmt seit 2019 das Mandat war.

## Geographische und demographische Rahmendaten
Der Wahlbezirk liegt vollständig innerhalb des Maricopa Countys und ist sowohl geographisch als auch demographisch aus dem alten 5. Kongresswahlbezirk von Arizona hervorgegangen; 60 Prozent der Fläche des 9. Kongresswahlbezirks waren zuvor Bestandteil des alten 5. Kongresswahlbezirks. Innerhalb der Grenzen des Wahlbezirks liegen südliche Randbereiche der Metropole Phoenix einschließlich Ahwatukee sowie Tempe und Teile von Scottsdale, Mesa und Chandler.
Zum Zeitpunkt der Wahl 2012 gab es 344.770 registrierte Wähler, von denen 118.077 (34,2 %) registrierte Republikaner, 107.123 (31,1 %) registrierte Demokraten, 3232 (0,9 %) registrierte Wähler der Libertarian Party und 761 (0,2 %) registrierte Wähler der Green Party waren. Als unabhängige Wähler registriert waren 115.531 Wähler (33,5 %). Der Bezirk gilt nicht als Hochburg einer Partei; sein Cook Partisan Voting Index ist +4 (D = demokratisch).

## Präsidentschaftswahlergebnisse
| Ergebnisse | Ergebnisse | Ergebnisse        |
| ---------- | ---------- | ----------------- |
| Jahr       | Wahlgang   | Ergebnis          |
| 2012       | Präsident  | Obama 51 – 47 %   |
| 2016       | Präsident  | Clinton 55 – 38 % |
| 2020       | Präsident  | Biden 61 – 37 %   |

## Kongresswahlergebnisse
| Partei        | Partei                                    | Kandidat         | Stimmen | %       |
| ------------- | ----------------------------------------- | ---------------- | ------- | ------- |
|               | Democratic                                | Kyrsten Sinema   | 121.881 | 48,66 % |
|               | Republican                                | Vernon B. Parker | 111.630 | 44,56 % |
|               | Libertarian                               | Powell Gammill   | 16.620  | 6,63 %  |
|               | Write-in                                  | Write-ins        | 363     | 0,14 %  |
| Vorsprung     | Vorsprung                                 | Vorsprung        | 10.251  | 4,10 %  |
| Gesamtstimmen | Gesamtstimmen                             | Gesamtstimmen    | 250.494 | 100,00  |
|               | Demokratischer gain des neuen Wahlbezirks |                  |         |         |

| Partei | Partei          | Kandidaten     | Stimmen | %    |
| ------ | --------------- | -------------- | ------- | ---- |
|        | Democratic      | Kyrsten Sinema | 88.609  | 55 % |
|        | Republican      | Wendy Rogers   | 67.841  | 41 % |
|        | Libertarian     | Powell Gammill | 5.612   | 4 %  |
|        | Democratic hold |                |         |      |

| Partei | Partei          | Kandidat       | Stimmen | %    |
| ------ | --------------- | -------------- | ------- | ---- |
|        | Democratic      | Kyrsten Sinema | 169.055 | 61 % |
|        | Republican      | Dave Giles     | 108.350 | 39 % |
|        | Democratic hold |                |         |      |

| Partei | Partei          | Kandidat      | Stimmen | %    |
| ------ | --------------- | ------------- | ------- | ---- |
|        | Democratic      | Greg Stanton  | 146.659 | 61 % |
|        | Republican      | Steve Ferrera | 94.264  | 39 % |
|        | Democratic hold |               |         |      |

| Partei | Partei          | Kandidat     | Stimmen | %    |
| ------ | --------------- | ------------ | ------- | ---- |
|        | Democratic      | Greg Stanton | 217.094 | 62 % |
|        | Republican      | Dave Giles   | 135.180 | 38 % |
|        | Democratic hold |              |         |      |

Seither konnte Sinema auch die Wahlen 2014 und 2016 für sich entscheiden und ist damit auch im aktuellen 115. Kongress Abgeordnete. Sie hat angekündigt, sich bei der anstehenden 2018 nicht wieder für diesen Sitz zu bewerben, sondern sich um die Nachfolge des Republikaners Jeff Flakes im Senat der Vereinigten Staaten zu bewerben, sodass dieser Kongresswahlbezirk spätestens am 3. Januar 2019 von einer anderen Person vertreten wird.
Die Republikaner betrachten diesen Wahlkreis nach dem Rückzug der Mandatsinhaberin als eine ihrer besten Möglichkeiten, bei der Wahl 2018 einen Sitz zu gewinnen. Es haben sich bereits im September 2017 mehrere Kandidaten zur Wahl gestellt, darunter der Kandidat von 2016, Dave Giles, und der frühere Navy-Offizier und Arzt Steve Ferrara. Auf demokratischer Seite hat der Bürgermeister von Phoenix, Greg Stanton, seine Kandidatur angekündigt; er gilt als Favorit, die Wahl 2018 zu gewinnen. Bei der Präsidentschaftswahl 2016 hatte die demokratische Kandidatin Hillary Clinton hier 17 Prozent Vorsprung vor Donald Trump gehabt; Obama hatte hier 2008 und 2012 mit vier Prozentpunkten Vorsprung gewonnen. Allerdings gilt die politische Ausrichtung der Wählerschaft als weitgehend ausgeglichen; 33 Prozent sind als Demokraten registriert, 31 Prozent als Republikaner, 35 Prozent als Unabhängige. Greg Stanton konnte sich gegen demokratische Gegenkandidaten durchsetzen und besiegte den republikanischen Kandidaten bei der Wahl im November 2018 mit 62 Prozent durchsetzen. 2020 wurde er wiedergewählt.

## Liste der Abgeordneten des Kongresswahlbezirkes
Arizona entsandte aufgrund der Ergebnisse des Census 2010 erstmals bei der Kongresswahl 2012 einen neunten Kongressabgeordneten ins Repräsentantenhaus der Vereinigten Staaten, was daher erstmals eine Auswirkung auf die Zusammensetzung des 113. Kongresses hatte.
| Representative | Partei     | Wahlperioden     | Kongress      | Zuschnitt des Wahlbezirks                                                       | Wahlhistorie    |
| -------------- | ---------- | ---------------- | ------------- | ------------------------------------------------------------------------------- | --------------- |
| Kyrsten Sinema | Democratic | 3. Januar 2013 – | 113, 114, 115 | Teile von Phoenix, einschließlich Ahwatukee und Tempe, West-Mesa, und Chandler. | erste Wahl 2012 |
| Greg Stanton   | Democratic | 3. Januar 2019 – | 116, 117      | Teile von Phoenix, einschließlich Ahwatukee und Tempe, West-Mesa, und Chandler. | erste Wahl 2018 |

## Belege
1. ↑  census.gov
2. ↑  Partisan Voting Index – Districts of the 115th Congress. The Cook Political Report, 7. April 2017, archiviert vom Original am 7. Juni 2017; abgerufen am 4. November 2018 (englisch).
3. ↑  Census 2010 shows Red states gaining congressional districts. In: The Washington Post, 29. März 2013 (englisch).
4. ↑  Arizona Redistricting: Commission releases draft map. In: Daily Kos, 4. November 2011 (englisch).
5. ↑  Arizona Secretary of State: State of Arizona Registration Report. Abgerufen am 29. März 2013 (englisch; PDF; 49 kB) (Memento vom 21. Februar 2015 im Internet Archive).
6. ↑  Ronald J. Hansen: Rep. Kyrsten Sinema enters Senate race, hoping to unseat Jeff Flake. In: AZCentral.com, 28. September 2017 (englisch).
7. ↑  Phoenix Mayor Greg Stanton announces run for Congress. In: KTAR.com, 5. Oktober 2017 (englisch); David Wasserman: House: Ratings Changes in 12 Districts as Democrats Gain Momentum. In: The Cook Political Report, 13. Oktober 2017 (englisch).
8. ↑  Bridget Bowman: Republicans Eye Sinema’s Arizona House Seat. In: Roll Call, 29. September 2017 (englisch).